# Chiesa di scienza divina
La Chiesa di scienza divina (in inglese Church of Divine Science) è un gruppo religioso cristiano fondato alla fine dell'Ottocento tra San Francisco, California, e Denver, in Colorado, in concomitanza con il grande successo che stava riscuotendo all'epoca il movimento del New Thought.

## Storia
Le fondatrici della chiesa furono Malinda Cramer, che fondò il movimento a San Francisco nel 1892,  e Nona L. Brooks, che organizzò la prima chiesa di Scienza Divina a Denver nel 1898, entrambe fortemente influenzate dal pensiero dei due maggiori filosofi del movimento del New Thought: Phineas Quimby e, soprattutto, Emma Curtis Hopkins.
Nel 1925 la chiesa arrivò a contare sedi in tutte le principali città statunitensi e negli anni '30, durante la Grande depressione, i suoi insegnamenti raggiunsero la massima diffusione, anche attraverso la predicazione svolta a New York dal pastore Emmet Fox, sostenitore del pensiero positivo. Da quel momento però l'influenza e la diffusione della Chiesa di Scienza divina iniziarono a declinare. Oggi oltre alla sede storica di Denver la chiesa ha sedi anche a Washington, St.Louis, Roanoke (Virginia), San Jose (California), Pueblo (Colorado), Springfield (Vermont), cui si aggiungono un gruppo si studio a New York City e tre gruppi di studio e chiese localizzati al di fuori degli USA, nel Regno Unito, in Australia e in Sudafrica. Esistono inoltre due scuole che si occupano della formazione dei ministri del culto: il Brooks Center for Spirituality di Denver e la Divine Science School di Washington. Entrambe le scuole offrono anche corsi di base volti alla conoscenza dei principi della chiesa e all'arricchimento personale che possono essere seguiti anche per corrispondenza.
Il testo di base della chiesa è "Divine science: its principle and practice", una compilazione pubblicata per la prima volta nel 1957 che raccoglie passaggi dagli scritti precedenti di Malinda Cramer e di Fannie B. James.

## Insegnamenti
La scienza divina si descrive come "un insegnamento organizzato circa Dio e la manifestazione di Dio nel creato". La sua verità fondamentale consiste nella credenza che quell'essere illimitato che è Dio è buono, è presente ovunque e costituisce il tutto.
Dio viene definito come puro spirito, assoluto, immutabile, eterno che si manifesta in tutto il creato eppure al contempo trascende il creato stesso. Il male non è né necessario né permanente, e non è reale di per sé, ma solo nella misura in cui gli uomini scelgono di credervi.
Parimenti ad altre chiese nate dalla corrente del New Thought, la Scienza divina considera molto importante la guarigione tramite la fede e si propone di seguire l'esempio di Cristo, che nel Nuovo Testamento cura molte persone. La fondatrice Nona L.Brooks affermò: "La Scienza divina consiste nella pratica della presenza di Dio. La verità arriva attraverso la Bibbia, la preghiera, la contemplazione, la meditazione e la pratica della presenza di Dio qui e adesso".
Nei tempi più recenti la Chiesa della scienza divina, molto ridimensionata rispetto agli inizi del secolo nella sua presenza territoriale attraverso sedi fisiche, ha iniziato a diffondere il suo messaggio utilizzando la rete internet con la creazione di gruppi virtuali che mettono a disposizione molto materiale gratuitamente e che permettono alle idee della chiesa di raggiungere anche fedeli situati al di fuori degli Stati Uniti.